# Jan Jakubec

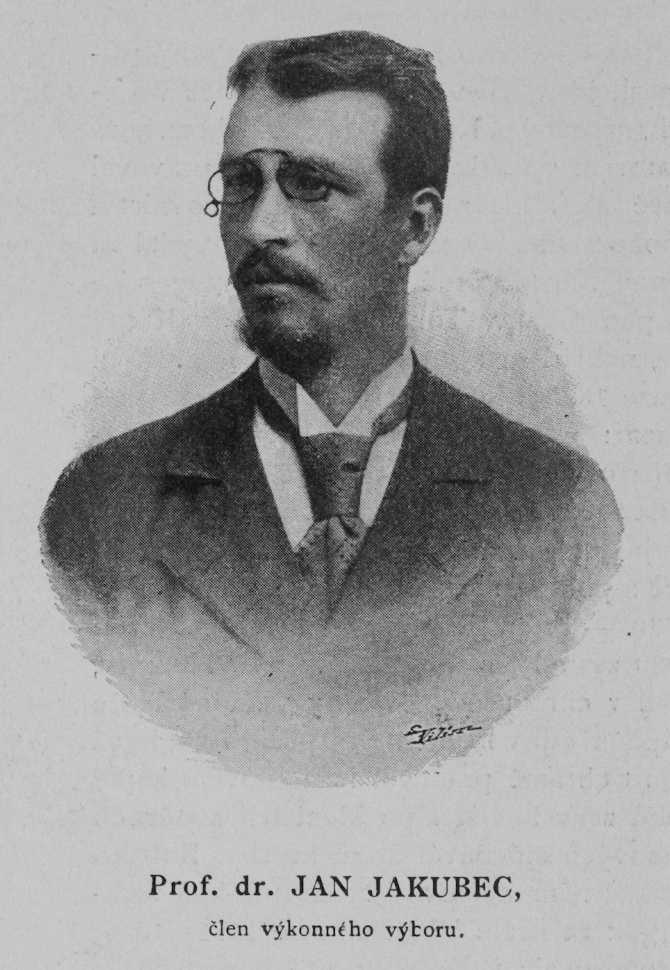
Jan Jakubec (1895)

Jan Jakubec (* 11. Mai 1862 in Libunetz, Böhmen; † 4. Juli 1936 in Prag) war ein tschechischer Literar-Historiker.

## Leben
Jan Jakubec studierte nach 1884 klassische und tschechische Philologie an der Universität Prag und war nach 1891 Mittelschullehrer. Er setzte 1898/1899 seine Studien in Wien, Berlin und Leipzig fort und war Schüler des Philologen Jan Gebauer (1838–1907) und des Musikwissenschaftlers Otakar Hostinsky (1847–1910), seit 1903 Privatdozent und von 1919 bis 1932 o. Professor für tschechische Literaturgeschichte an der Karls-Universität in Prag und Vorsitzender der tschechoslowakischen ethnographischen Gesellschaft.

## Publikationen
Sein Schaffen ist durch den Positivismus beeinflusst. Neben seinen beiden Hauptwerken, schrieb er einige Abhandlungen und Beiträge für die Tschechische Literatur und deren Entstehung und Entwicklung. Erschienen sind:
- Geschichte der böhmischen Literatur (Dějiny literatury české), zusammen mit Arne Novak –  von ihren Ursprüngen bis in die erste Hälfte des 19. Jahrhunderts, 1907 und 1913
- Tschechische Literatur des neunzehnten Jahrhunderts (Česká literatura devatenáctého století) – zwei Bände, 1911 und 1929/1934
- Editionen von Franciszek Celakowsky, Jan Kollar (1793–1851), Frantisek Palacky (1798–1876) und anderen